# Toxicologia médica
A toxicologia médica é uma subespecialidade da clínica médica com foco na toxicologia e fornece o diagnóstico, gerenciamento e prevenção de envenenamento e outros efeitos adversos devido a medicamentos, tóxicos ocupacionais e ambientais e agentes biológicos. Os médicos toxicologistas estão envolvidos na avaliação e tratamento de problemas como envenenamento agudo ou crônico, overdoses de medicamentos, envenenamentos, abuso de substâncias, acidentes industriais e outras exposições químicas.
A toxicologia médica é oficialmente reconhecida como uma sub-especialidade médica pelo American Board of Medical Specialties e, no Brasil, pelo Conselho Federal de Medicina. É um área com interface com clínica médica, medicina intensiva, pediatria e pneumologia.

## Serviços profissionais e locais
- Nos departamentos de emergência, unidades de terapia intensiva e outras unidades de internação, os médicos toxicologistas fornecem tratamento direto e consultas à beira do leito de adultos e crianças com intoxicação aguda.
- Em clínicas ambulatoriais, escritórios e locais de trabalho, os médicos toxicologistas avaliam o impacto na saúde da exposição aguda e crônica a substâncias tóxicas no local de trabalho, em casa e no ambiente em geral.
- No Brasil, os Centros  de Informação e Assistência Toxicológica (CIATox), os toxicologistas médicos dão orientação e acompanham os casos de intoxicação, envenenamento, tanto para pessoas quanto para animais, provendo orientação para médicos veterinários.
- Em agências governamentais os médicos toxicologistas ajudam em políticas de saúde e na preparação e atuação no caso de atos criminais como bioterrorismo e crimes de guerra (guerra química e guerra biológica).